# Chết vì cười

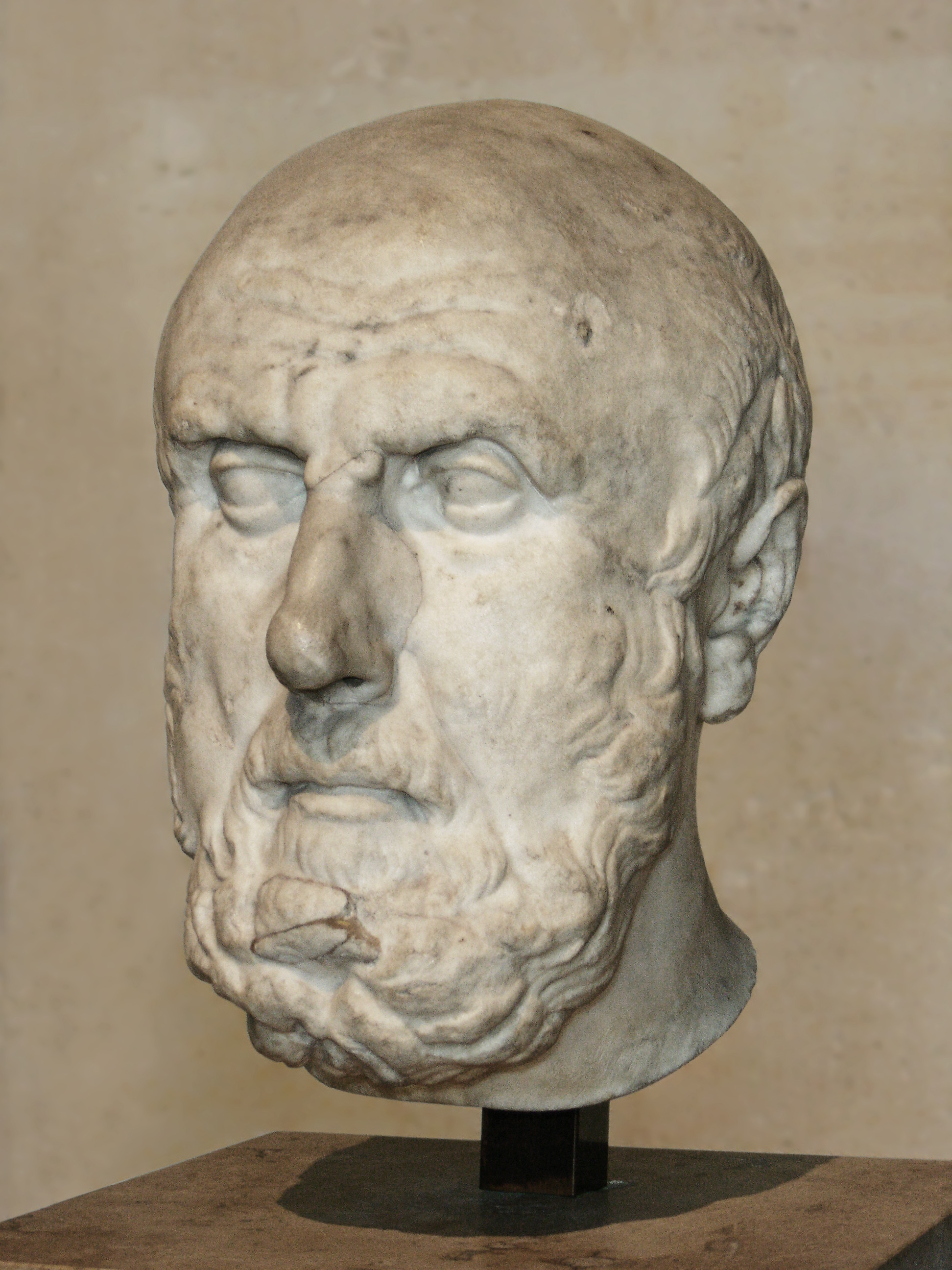
Chrysippus - người chết vì cười

Chết vì cười là một hiện tượng đặc biệt và hiếm hoi, khi mà tiếng cười không kiểm soát được và kéo dài là nguyên nhân dẫn đến cái chết sinh học. Trong đa số trường hợp, cười trở thành nguyên nhân của bệnh suy tim. Ngoài ra, những người chết vì cười ngoài ý muốn được cũng thuộc loại này.

## Những cái chết vì cười trong lịch sử
- Thế kỷ 12 TCN, nhà tiên tri Hy Lạp Calchas là người đã dự đoán việc đóng con ngựa Tơ-roa. Một hôm, Calchas đang chăm sóc vườn nho của mình thì có một nhà tiên tri khác đi qua đấy. Người này nói rằng Calchas sẽ không bao giờ uống loại rượu nấu từ nho này. Khi nho chín, Calchas đã nấu rượu và mời nhà tiên tri nọ nếm thử. Calchas giữ bình rượu trong tay còn nhà tiên tri nọ nhắc lại lời nói của mình. Những lời này làm cho Calchas phì cười và ngã xuống chết.
- Họa sĩ người Hy Lạp Zeuxis (thế kỷ 5 TCN) cười nắc nẻ trước bức tranh vẽ chính mình theo phong cách thần thánh hóa. Khi vẽ xong bức tranh thì ông cũng chết vì cười.
- Năm 263 TCN, nhà thơ Hy Lạp Philemon đã chết do cười vì một câu chuyện cười của mình.
- Năm 207 TCN, nhà triết học Hy Lạp Chrysippus chết vì cười khi ông nhìn con lừa mà ông cho uống rượu say ăn quả vải. Sau đó ông ngã từ trên lưng lừa xuống và qua đời.
- Năm 1410, vua Martin I of Aragon cười mạnh đến nỗi gây ra chứng loạn tiêu hóa và chết ngay tại chỗ.
- Năm 1556, nhà văn Italia Pietro Aretino chết vì cười sặc sụa và ngã xuống đất vỡ đầu khi nghe cô em gái kể một câu chuyện.
- Năm 1559, vua Miến Điện Nanda Bayin chết vì cười khi nghe một nhà buôn Italia nói rằng Venice là quốc gia không có vua.
- Năm 1660, Thomas Urquhart, nhà văn, dịch giả người Scotland đã chết vì cười sau khi nghe tin rằng vua Charles II trở lại nắm quyền.
- Năm 1782, bà Fitzherbert ở Northamptonshire cùng bạn bè đi xem vở kịch opera Kẻ bần cùng. Khi diễn viên Bannister xuất hiện trên sân khấu, bà Fitzherbert đã cười ồ và rất tiếc là bà đã không ngừng cười được nên phải bỏ về dở chừng. Mấy hôm sau đó, tờ Gentleman's Magazine đưa tin: "Do không thể quên được diễn viên Bannister, bà Fitzherbert đã chết vì cười liên tục sau khi nhìn thấy diễn viên này trên sân khấu".
- Ngày 7 tháng 11 năm 1893, nhà thơ Cuba, Julián del Casal tiếp những người bạn thơ. Một người trong số họ kể một câu chuyện tiếu lâm làm cho Julián del Casal cười ngặt nghẽo, dẫn đến chứng phình mạch và chết ngay trong hôm đó.

## Những cái chết vì cười thời hiện đại
- Ngày 24 tháng 3 năm 1975, Alex Mitchell, một thợ xây người Anh 50 tuổi xem chương trình hài kịch "The Goodies" trên truyền hình rồi cười liên tục trong 25 phút và chết vì nhồi máu cơ tim.
- Năm 1989, nhà thính học người Đan Mạch Ole Bentzen chết khi xem phim Con cá có tên là Wanda (A Fish Called Wanda). Theo đánh giá, mạch của ông đập 250 – 500 lần/phút dẫn đến chứng nhồi máu cơ tim.
- Năm 2003, Damnoen Saen-um, một nhân viên bán kem ở Bangkok, Thái Lan bật cười trong khi ngủ. Ông cười liên tục trong hai phút và khi vợ thức dậy thì ông đã chết.
- Năm 2013, một người Ấn Độ tên là Mangesh Bhogal chết khi xem phim Grand Masti với bạn gái. Anh ta cười rất nhiều và đã tắt thở khi đang xem phim.